# Пандора (картина)
«Пандора» — картина английского художника-прерафаэлита Данте Габриэля Россетти, созданная в 1871 году.
Картина написана по сюжету древнегреческой мифологии. Пандора из любопытства открыла ящик, из которого по миру разлетелись все несчастья и бедствия, а под захлопнутой крышкой осталась на донышке только надежда. Для Россетти, образ Пандоры, открывающей свой ящик, в то время мог нести в себе некую личную значимость — в октябре 1869 года, когда он начал работать над картиной, он решил вскрыть могилу своей супруги Элизабет Сиддал, чтобы достать рукопись своих стихотворений, которые он похоронил вместе с ней, тем самым, художник выпускал из гроба и свои страшные мучения.
Работа над картиной началась в декабре 1868 года и продолжилась до 1871 года. Произведение живописи стало одним из первых, где Россетти изображает тёмную и таинственную красоту его новой возлюбленной Джейн Моррис. Как писал брат художника Уильям Майкл Россетти: «это лицо было создано, чтобы разжечь огонь его воображения и оживить его силы, это лицо, полное загадочного и невыразимого смысла». Для создания портрета Россетти использовал фотографию Джейн, которую они сделали в 1865 году вместе с Джоном Парсонсом. Ящик, изображённый на картине, существовал в реальности и был сделан самим Россетти. Ящик был продан вместе с самой картиной на аукционе в 1965 году, после этого его судьба остаётся неизвестной.
Как и ко многим другим своим работам, Россетти написал для «Пандоры» сопровождающий её сонет. Он был опубликован в сборнике его поэзии 1870 года.
Алджернон Чарльз Суинбёрн видел в картине «богоподобный ужас и величественное бедствие красоты, затененное дымом и огненным паром крылатых и бесплотных страстей, окруживших ларец в виде витков освещённых пламенем клубов облака вокруг её рокового лица и траурной завесы волос». По мнению искусствоведа Генри Марилльера, на лице Пандоры Россетти скорее «отдаленная задумчивая меланхолия», а не удивление или горе.
В 1878 году Россетти вновь решил изобразить Джейн Моррис в образе Пандоры, но на пастельном эскизе героиня выражает совершенно иные эмоции — горе и ужас. Замысел так и не воплотился в полноценную работу. Исследователи творчества художника утверждают, что в этот период на него могли влиять болезнь и употребление наркотиков.
С момента создания «Пандора» трижды меняла хозяев и всё это время находилась в частных коллекциях, тем не менее, картина имеет богатую историю участия в выставках; с 1897 по 1973 год она вообще не выставлялась, но после выставки в Королевской академии художеств, когда зрители смогли увидеть картину впервые за семь десятилетий, она побывала на экспозициях в Японии, Великобритании и Нидерландах. В мае 2014 года картина была выставлена на аукционе Сотбис.